# Provinciale weg 270
De provinciale weg 270 (N270/A270) is een circa 44 kilometer provinciale weg waarvan een klein deel autosnelweg. De weg loopt tussen de N271 bij Well en Eindhoven. De weg loopt door de gemeenten Eindhoven, Nuenen, Gerwen en Nederwetten, Helmond, Deurne, Venray en Bergen.

## Namen
De weg draagt verschillende namen, namelijk van oost naar west Brugstraat, Venrayseweg, Wanssumseweg, Deurneseweg, Langstraat, Helmondsingel, Kasteel Traverse, Europaweg, Helmondweg en Eisenhowerlaan.

## Ligging in het landschap

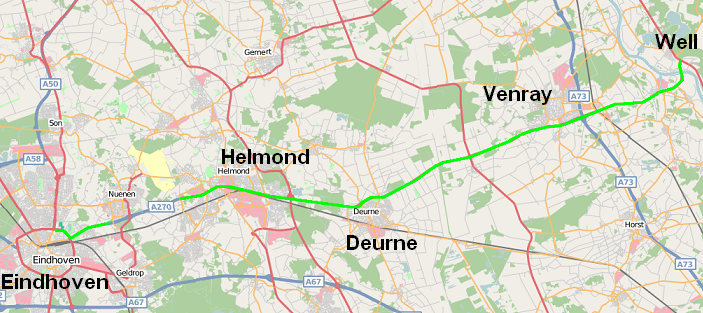
Detailkaart traject

Voor de weg is deels gebruikgemaakt van historische wegen, zoals de Langstraat tussen Deurne en Venray en een zandpad door het Zandbos tussen Helmond en Deurne. Elders werd het bestaande stedelijke of rurale landschap doorsneden door een nieuwe weg. De meest ingrijpende was wel de doorsnijding van de historische binnenstad van Helmond met de Kasteel Traverse, waarvoor honderden huizen afgebroken moesten worden en de stad van het Kasteel Helmond werd gescheiden. Het besluit voor de aanleg werd al in 1959 genomen en maakte deel uit van een gemeentelijk ontsluitingsplan. Later kon deze route gebruikt worden voor de aanleg van de S22, later N270.
In Deurne werd de weg vlak langs het park van het Groot Kasteel aangelegd, waarbij het Kasteelplein met aanliggende bebouwing werd opgeofferd voor een viaduct. Walsberg werd daardoor van de buurtschap Haageind gescheiden. De Vloeiakker werd doorsneden, waarbij het zuidelijk deel later werd bebouwd met de wijk Vlier-Noord.

## Autosnelweg
Het gedeelte dat de status heeft van autosnelweg is een 3,4 kilometer lange weg tussen Helmond en Eindhoven met de bijnaam "de Helmondweg". Dit omdat de weg een belangrijke woon-werkverbinding is tussen Helmond en Eindhoven.
De weg is in de jaren 70 aangelegd als een autosnelweg met een lengte van 7,8 kilometer. Geleidelijk is de lengte van de autosnelweg teruggebracht tot 3,4 kilometer. De aanleg van de Helmondse wijk Brandevoort resulteerde in twee gelijkvloerse kruisingen en de aanleg van een busbaan bij Eindhoven resulteerde in een snelheidsbeperking.
Op de weg mocht vanaf 1 september 2012 tot 27 november 2016 overdag 130 km/h gereden worden en tussen 23 en 7 uur 's ochtends 100 km/h. Sinds 27 november 2016 geldt 100 km/h over de gehele lengte.
De autosnelweg begint in Helmond bij de kruising met de Brandevoortsedreef (in de wijk Brandevoort) en de Schootsensedreef. Bij Nuenen ligt de enige op- en afrit. Verder tussen Nuenen en Eindhoven komt een busbaan op de vluchtstrook te liggen waardoor hier het officiële eindpunt van de autosnelweg is.
De enige parkeervoorziening langs de A270 is parkeerplaats Vaarle aan de zuidbaan van Eindhoven naar Helmond. De parkeerplaats bevindt zich tussen Nuenen en Helmond.
In september 2010 is een deel van A270 gerenoveerd. Dit is het deel tussen de Wolvendijk in Eindhoven en de gemeentegrens tussen Nuenen en Helmond. De weg werd waar nodig hersteld en de betonbaan werd voorzien van geluidsreducerend asfalt. Deze laag kwam boven op de aanwezige betonplaten die nog origineel waren van de eerste aanleg. Niet de gehele weg is voorzien van een nieuwe laag, een deel blijft nog origineel tot de aanleg van een gelijkvloerse kruising voltooid is, een halve kilometer van parkeerplaats Vaarle af richting Helmond. Dit nieuwe kruispunt zal voor de ontsluiting van de wijk Brandevoort en recreatiepark de Gulbergen dienen.

## Verkeersexperimenten
De A270 is uitgerust met geavanceerde systemen voor het uitvoeren van verkeersexperimenten. Over een lengte van 5 kilometer zijn er camera's geplaatst die tien keer per seconde de exacte positie van alle auto's op de weg bepalen. Ook is er een communicatienetwerk aangelegd dat rechtstreeks met auto's berichten kan uitwisselen. Deze auto's moeten dan wel voorzien zijn van de juiste apparatuur. In het voorjaar van 2011 is de A270 een aantal weekenden afgezet, waarin er experimenten gedaan zijn waarbij met opzet files gecreëerd werden. De files werden gedetecteerd met de camera's en door berichten die een deel van de auto's opstuurden. Vervolgens is er gekeken hoe deze files zo snel mogelijk weer opgelost kunnen worden door het geven van het juiste snelheidsadvies.
Dit systeem is ontwikkeld in het Nederlandse samenwerkingsproject SPITS. De systemen om deze experimenten mee te kunnen doen, zijn ontwikkeld door TNO, TomTom, en Peek Traffic. In 2011 werd gebruikgemaakt van de test site door het Europese Drive C2X project De testsite kan in de toekomst ook voor andere projecten ingezet worden.

## Natuur
In 2005 zijn 3 wildtunnels onder de A270 aangelegd zodat dieren zoals konijnen en dassen een groter leefgebied krijgen.

## Rijstrookconfiguratie
| Van            | Naar        | Rijstroken | Opmerkingen                                         |
| -------------- | ----------- | ---------- | --------------------------------------------------- |
| Eindhoven      | Helmond ( ) | 2x2        | Brug over Zuid-Willemsvaart (Kasteel Traverse): 1x4 |
| Helmond (N279) | Well        | 1x2        |                                                     |

N62 · N69 · N251 · N252 · N253 · N254 · N255 · N256/A256 · N257 · N258 · N260 · N261 · N262 · N263 · N264 · N266 · N267 · N268 · N269 · N270/A270 · N271 · N272 · N273 · N274 · N275 · N276 · N277 · N278 · N279 · N280 · N281 · N282 · N283 · N284 · N285 · N286 · N287 · N288 · N289 · N290 · N291 · N292 · N293 · N294 · N295 · N296 · N296n · N297 · N298 · N300 · N321 · N322 · N324 · N329 · N389 · N394 · N395 · N396 · N397

N556 · N562 · N564 · N570 · N572 · N590 · N595 · N598 · N601 · N602 · N605 · N607 · N612 · N613 · N615 · N616 · N617 · N618 · N620 · N622 · N625 · N629 · N631 · N632 · N637 · N638 · N639 · N640 · N641 · N651 · N652 · N653 · N654 · N655 · N656 · N658 · N659 · N660 · N661 · N662 · N663 · N664 · N665 · N666 · N667 · N668 · N669 · N670 · N671 · N673 · N674 · N675 · N676 · N682 · N683 · N686 · N689 · N690 · N831 · N843

Voormalige provinciale wegen: N299 · N551 · N552 · N553 · N554 · N555 · N560 · N561 · N563 · N565 · N566 · N567 · N568 · N571 · N574 · N580 · N581 · N582 · N583 · N584 · N585 · N586 · N587 · N588 · N589 · N591 · N592 · N593 · N594 · N596 · N597 · N603 · N604 · N606 · N608 · N610 · N611 · N614 · N619 · N621 · N623 · N624 · N626 · N628 · N630 · N634 · N642 · N657